# Bernard Reichel
Pour les articles homonymes, voir Reichel.
Bernard Reichel, né à Neuchâtel le 3 août 1901 et mort à Lutry le 10 décembre 1992, est un compositeur et musicien suisse.

## Biographie
Originaire d'Allemagne, la famille de Bernard Reichel se fixe en Suisse romande à la fin du XIXe siècle. Dans un milieu familial où la musique tient une place importante, il comprend tôt, sous l’influence de bons maîtres, sa vocation de compositeur et de musicien. Charles Faller au Locle, Paul Benner à Neuchâtel, Hermann Suter et Adolphe Hamm au Conservatoire de Bâle, guident ses premières études de piano, d’orgue et de composition. Il devient ensuite, à Genève, l’élève puis le disciple d’Émile Jaques-Dalcroze, tout en recevant les conseils de William Montillet pour l’orgue. Un an passé à Paris lui permet de travailler la composition avec Ernst Lévy et de connaître mieux les grands compositeurs de l’époque (Debussy, Ravel, Honegger, Roussel et d’autres encore).
Dès 1925, Bernard Reichel se fixe à Genève. Il est engagé comme professeur à l’Institut Jaques-Dalcroze où il se lie d’amitié avec Frank Martin, enseigne l’harmonie au Conservatoire de Genève et occupe plusieurs postes successifs d’organiste. En 1971, il reçoit le prix de la musique de la Ville de Genève. La composition reste au premier plan de ses préoccupations. Ayant expérimenté le système dodécaphonique (voir dodécaphonisme), il préfère cependant se forger un langage propre, libéré de toute doctrine, où l’on perçoit l’influence du chant populaire, du choral et des modes médiévaux, ce qui n’exclut pas une grande liberté et l’élargissement constant de la tonalité.
En 1974 la Bibliothèque cantonale et universitaire de Lausanne publie un catalogue de ses œuvres composées jusqu'à 1974. En 2018, Dominique Reichel, fils du compositeur, rédige le premier catalogue thématique de l'ensemble de l'œuvre qui comprend 673 compositions.  Ces œuvres  sont très variées et s’adressent à quantités de formations. Nombre de solistes renommés et de groupes de musique de chambre ont bénéficié de sa riche production : ensemble d’instruments à vent ou à cordes, duos, trios, quatuors, quintettes, octuors, pièces pour piano, clavecin, orgue. Il faut mentionner tout spécialement ses concertos pour piano, flûte, alto, violoncelle ou orgue.
Par ailleurs, Bernard Reichel a contribué à enrichir le répertoire de la musique d’église, soit en Suisse, soit en Allemagne, particulièrement à Lemgo (Westphalie), où ses œuvres chorales (Psaumes, Te Deum, Gloria) ont été interprétées dans le cadre de grandes fêtes religieuses. Enfin, ses œuvres pour orchestre ont connu de vifs succès aux États-Unis, en Angleterre, en Allemagne et dans les principales villes de Suisse.
Bernard Reichel a aussi composé pour le théâtre : La Source de vie, La Colonne de feu, Le Conte d’été, Le Fils prodigue, Jeanne d’Arc, Saint-François d’Assise, Mort de Roland et la musique de grands spectacles commémoratifs et historiques, certains regroupant plus de 800 comédiens et figurants.
On lui doit également plusieurs albums d’histoires dessinées (dans l’esprit des livres de Rodolphe Toepffer), où il savait avec humour et tendresse parler des aventures de la vie des musiciens. 
Bernard Reichel aimait citer le mot de Frédéric Mistral :
« Tel qui me laissera libre dans ma pensée, libre dans mon parler, libre dans ma voie, libre de m’épanouir conformément à ma nature, celui-là est mon ami, et je suis son compatriote. Mais celui qui me gênera dans ma manière d’être, celui qui se moquera de mes larmes ou de mon rire, celui qui me forcera de changer mon langage, qu’il aille au Diable ! ».

## Histoires dessinées
- Bernard Reichel et Franck Martin, Le Tombeau de Monsieur Basile (1935), Éditions Slatkine, Genève 1994 (réédité par Art éditions Association Bernard Reichel en 2022).

- Bernard Reichel et Eric Schmidt, La martyre de Sébastien (1950), Éditions Slatkine, Genève 1994 (réédité par Art éditions Association Bernard Reichel en 2022).

## Association Bernard Reichel
Créée en 1988, cette association a pour but de promouvoir, d’éditer et de diffuser l’œuvre de Bernard Reichel.